# Dobřany (okres Rychnov nad Kněžnou)
Dobřany (německy Dobschan) jsou obec, která se nachází v okrese Rychnov nad Kněžnou v Královéhradeckém kraji. Rozkládá se kolem údolí tvořeného Dobřanským potokem na jihozápadním svahu horského hřbetu Chřiby (771 m n. m.), který je součástí Orlických hor. Žije zde 131 obyvatel.

## Historie
První písemná zmínka o obci pochází z roku 1361.
V letech 1809-1817 na zdejší faře působil český buditel P. Josef Liboslav Ziegler, který se zasloužil o to, že se v té době staly Dobřany centrem obrozenců. V Dobřanech se scházeli vlastenci z různých oblastí kultury, například i František Vladislav Hek, Josef Dobrovský nebo Magdalena Dobromila Rettigová. Mimo jiné zde vznikla i tradice tzv. vlasteneckého křtu, tedy přijímání dalšího, vlasteneckého jména.

## Exulanti
Stejně jako z okolních obcí (České Meziříčí, Bohdašín aj.) odcházeli v době pobělohorské do exilu i nekatolíci z Dobřan. Z Dobřan prokazatelně pocházel Jiřík Hamerský.

## Pamětihodnosti

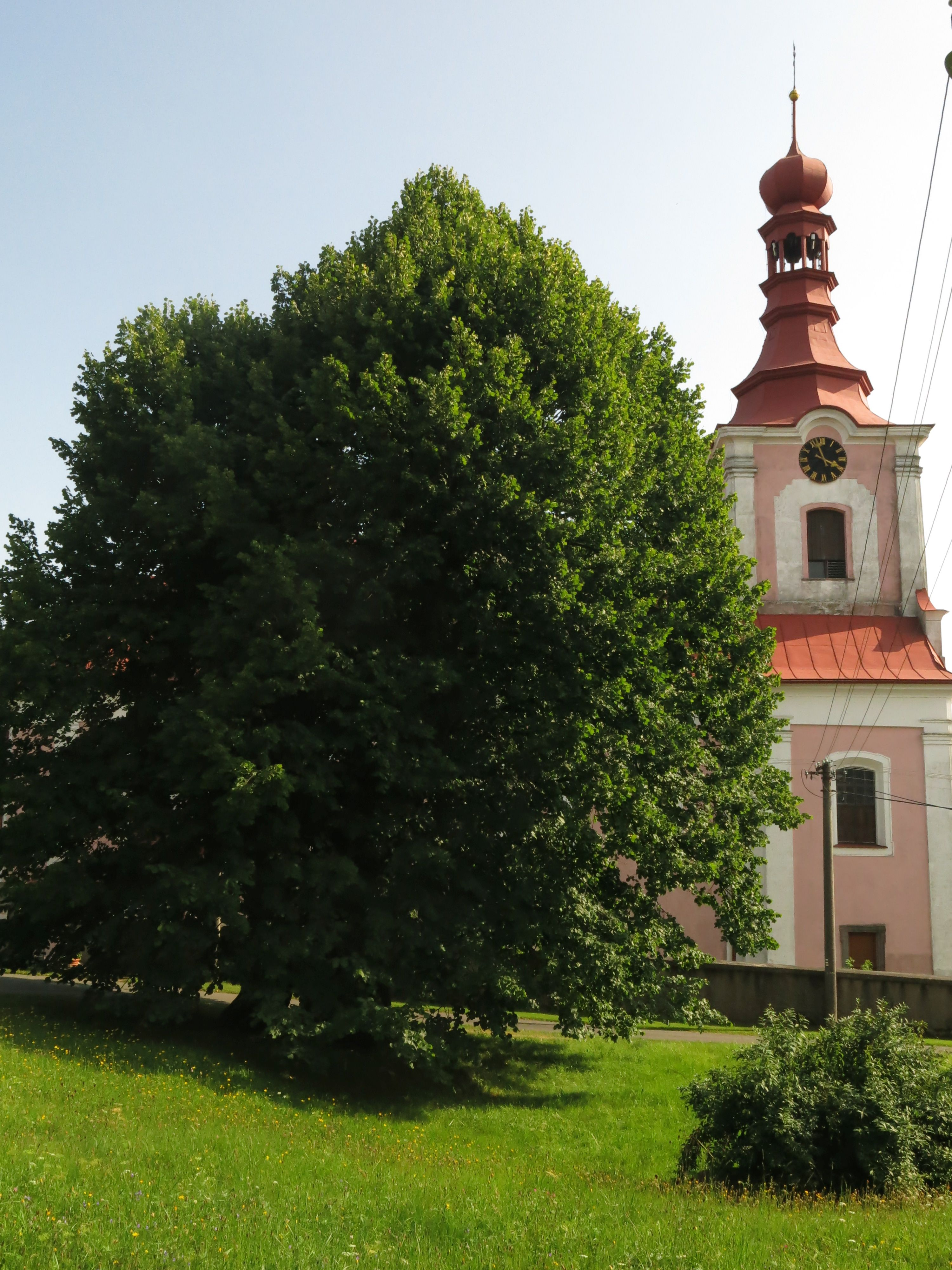
Lípa s kostelem svatého Mikuláše

- Hrad Dobřany ze 14. století, zřícenina
- Kostel svatého Mikuláše (postaven r. 1740)
- Dřevěná fara (postavená r. 1776)
- 600letá památná lípa velkolistá, tzv. Jiráskova.